# ピエール・マリー・オーギュスト・ブルソネ

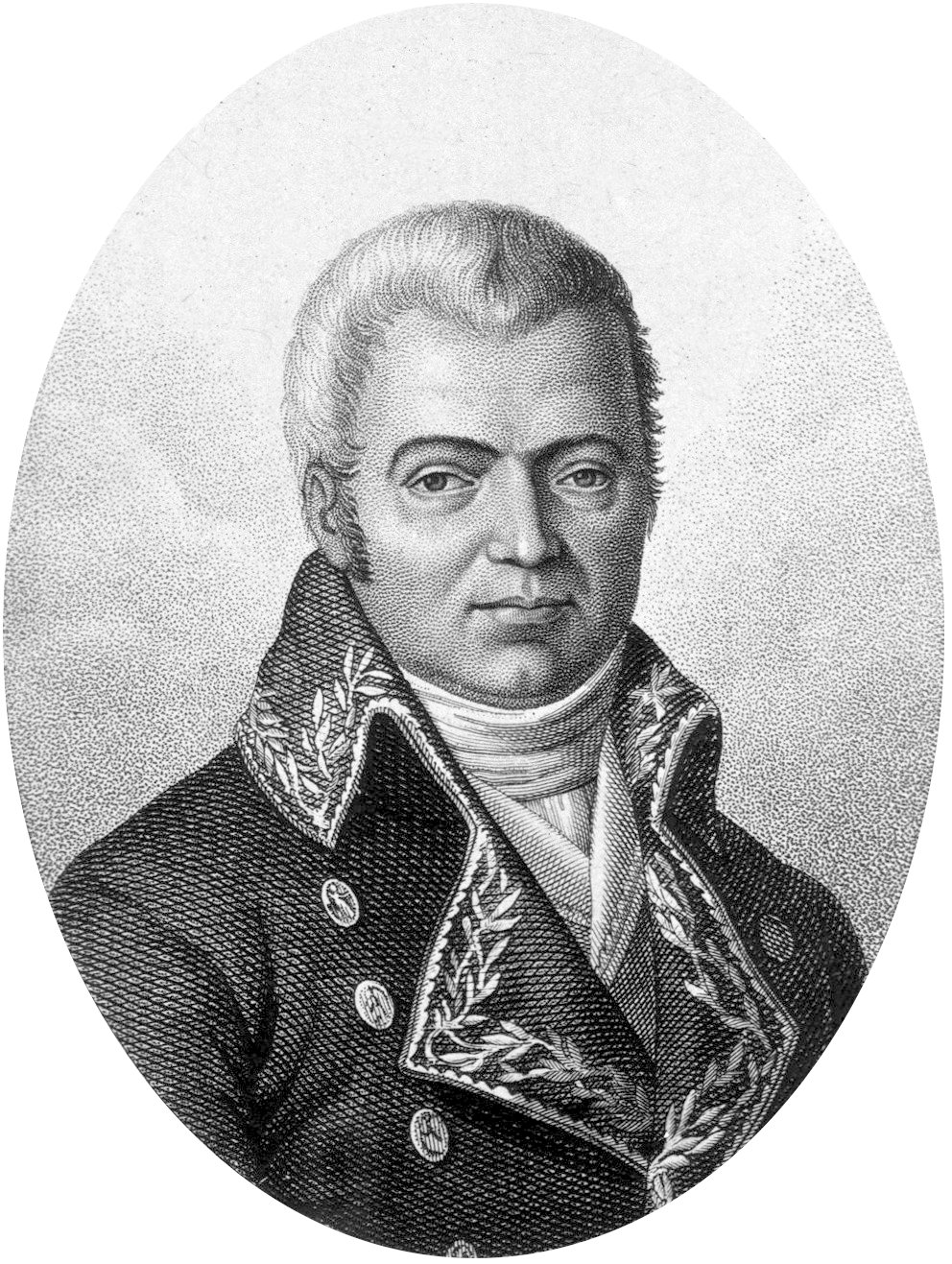
Pierre Marie Auguste Broussonet

ピエール・マリー・オーギュスト・ブルソネ（Pierre Marie Auguste Broussonet、1761年1月19日 - 1807年7月27日）は、フランスの医師、博物学者、魚類学者である。
モンペリエで生まれた。父親も医師で、モンペリエ大学の医学の教授で、父親の影響を受けて博物学に興味を持った。医学を学び、1778年に医学の学位を得た。1780年にロンドンに渡り、ジョセフ・バンクスらの多くの科学者と知り合い、ヨハン・フォースター、ダニエル・ソランダー、Alexander Dalrymple、アンデシュ・スパルマン、ジョン・シブソープ、ジェームズ・エドワード・スミスらともつきあった。1781年から、ジェームズ・クック船長の航海で採集された魚類の記述した "Ichthyologiae Decas I"の執筆に加わった 。1782年にパリに戻ると、植物学者のルネ・デフォンテーヌとシャルル＝ルイ・レリティエ・ドゥ・ブリュテルと親しくなった。シブソープと数ヶ月に渡って、南フランスを旅し、ピエール・アンドレ・プーレとカタロニアを旅した。
ブルソネはアンドレ・トワンらとともに1787年にパリ・リンネ協会の創立するが、協会は1789年に解散した。リンネの分類法の支持者であった。1784年にアルフォール国立獣医学校のルイ・ドバントンの助手となり、家畜の交配改良などに従事した。この時期は農業分野に専念し、農学会の事務局長に任じられた。
1789年に国立制憲議会の、議員に選出され、ジロンド派に属した。1793年に、多くの主要なジロンド派のメンバーが逮捕と処刑がされるようになると、ブルソネも追放され、パリを離れた。モンペリエから、彼はマドリードに亡命した。さらにスペインを離れ、リスボンを経て、モロッコの米国大使館に避難した。亡命したモガドール（現在のエッサウイラ）がペストの流行で住民の2/3が死亡したため、1799年にカナリア諸島に逃れ、1803年まで、テネリフェ島に留まった。亡命の間に北アフリカの植物を収集した。
1803年にフランスに戻ることが可能となり、モンペリエの家族のもとに戻った。モンペリエ大学の植物学の教授の職を得た。教育の他に、モンペリエの植物園の成立に尽力し、植物園の目録、"Elenchus plantarum Horti Botanici monspeliensis"を出版した。

## 著作
- Ichthyologia sistens piscium descriptiones et icones. P. Elmsly, Londini; P. F. Didot, Parisiis; R. Graeffer, Viennae 1782. (Texte en ligne)
- Instruction [ou Mémoire] sur la culture des turneps ou gros navets, sur la manière de les conserver et sur les moyens de les rendre propres à la nourriture des bestiaux. Impr. royale, Paris 1785.
- Essai de comparaison entre les mouvements des animaux et ceux des plantes, et description d’une espèce de sainfoin, dont les feuilles sont dans un mouvement continuel. In: Mémoires de l’Académie des sciences. Impr. royale, Paris 1785, S. 609–621.
- Année rurale, ou Calendrier à l'usage des cultivateurs. 2 Bände, Paris 1787–1788.
- Memoir on the regeneration of certain parts of the bodies of fishes. C. Forster, London 1789.
- Réflexions sur les avantages qui résulteroient de la réunion de la Société royale d’Agriculture, de l’École vétérinaire, et de trois chaires du Collège royal, au Jardin du roi. Impr. du Journal gratuit, Paris 1790.
- Elenchus plantarum horti botanici Monspeliensis. Augusti Ricard, Monspelii 1805.